# Indiavaí
Indiavaí é um município brasileiro do estado de Mato Grosso.

## Geografia
Localiza-se a uma latitude 15º29'40" sul e a uma longitude 58º34'22" oeste, estando a uma altitude de 215 metros. Sua população estimada em 2017 era de 2.648 habitantes.

### Clima
O clima de Indiavaí é o tropical subúmido, no qual agrega o período das águas ou chuvoso e o período seco ou de estiagem. O primeiro inicia-se na primavera indo até o final do verão, e o segundo inicia-se no outono indo até o final do inverno. A temperatura durante incursões de fortes massas polares pode chegar a 6 °C, e durante a atuação de fortes massas de ar seco e quente pode atingir ou passar a temperatura de 40 °C.
A tabela abaixo mostra o regime de chuvas (em mm) no município, do período de 1964 a 2001, de acordo com a estação de Alto Jauru (particular) do CPTEC.

## Religião
Religião no Município de Indiavaí  segundo o censo de 2010.
| Religião       | %    |
| -------------- | ---- |
| Catolicismo    | 69,8 |
| Protestantismo | 26,9 |
| Outras         | 2,7  |
| Sem religião   | 0,6  |

## Últimos prefeitos eleitos
| Ano  | Prefeito           | Partido | Votos | %     | Ref    |
| ---- | ------------------ | ------- | ----- | ----- | ------ |
| 2004 | Valteir            | PPS     | 1.351 | 100   | [ 7 ]  |
| 2008 | Filut              | PP      | 674   | 40,10 | [ 8 ]  |
| 2012 | Valteir            | PR      | 1.030 | 55,86 | [ 9 ]  |
| 2016 | Valteir            | PSD     | 914   | 55,80 | [ 10 ] |
| 2020 | Sidnei da Cerâmica | DEM     | 865   | 55,91 | [ 11 ] |